# بوفالو بیل (فیلم ۱۸۹۴)
بوفالو بیل (انگلیسی: Buffalo Bill) یک فیلم صامت سیاه و سفید گمشده محصول ۱۸۹۴ از استودیو ادیسون است که توسط ویلیام کندی دیکسون و ویلیام هیس به عنوان فیلمبردار تهیه شده‌است. فیلم فیلمبرداری شده بر روی یک حلقه، با استفاده از گیج استاندارد ۳۵ میلی‌متری، دارای زمان اجرا ۶۰ ثانیه است. این فیلم در استودیوی بلک ماریا ادیسون فیلمبرداری شده‌است و نمایشگاهی از تیراندازی با تفنگ توسط خود بوفالو بیل (ویلیام اف کودی) است. این فیلم یکی از چندین فیلمی است که دیکسون و هایسه پس از دعوت توماس ادیسون از کودی و بازیگران نمایش غرب وحشی او به استودیوی کینتوسکوپ فیلمبرداری کردند.